# Avenida Atlántica
La Avenida Atlántica es una de las principales avenidas de la ciudad de Río de Janeiro, Brasil. La avenida cruza los barrios de Leme y, principalmente, de Copacabana, bordeando las playas de ambos barrios.
Comienza en la plaza Almirante Júlio de Noronha, en Leme y termina en el Puesto n.º 6 en la plaza Coronel Eugênio Franco.

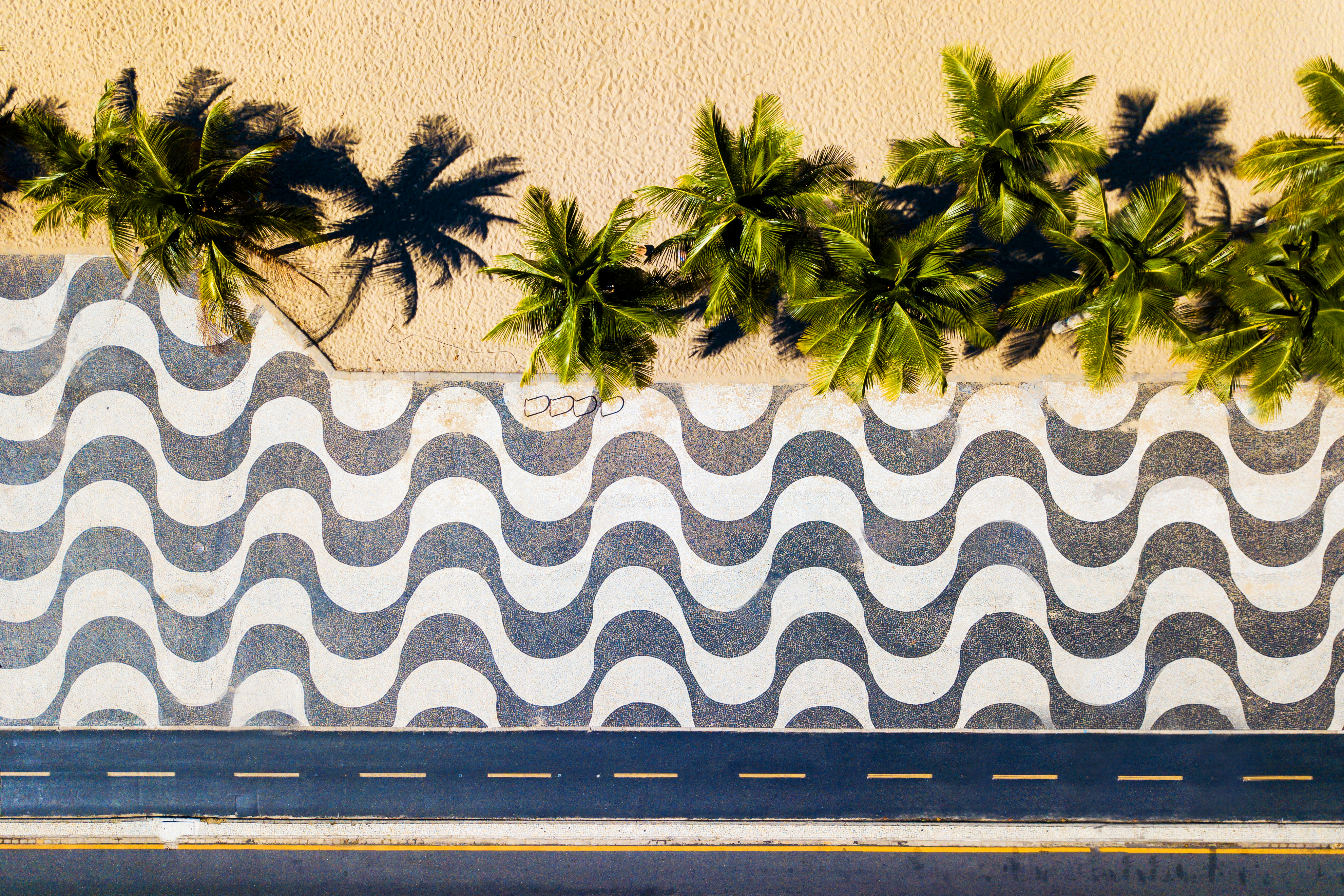
La icónica Calçadão da Praia de Copacabana.

Su construcción se inició en 1905 durante la gestión del alcalde Pereira Passos siendo inaugurada en 1906 durante la administración de Sousa Aguiar.
A inicios de la década de 1970, durante el gobierno de Negrão de Lima como gobernador del entonces estado de Guanabara, la avenida fue duplicada, obteniendo la calzada central con mosaicos de piedras portuguesas, en negro, blanco y rojo, para representar las razas que formaron Brasil, diseñados por Roberto Burle Marx. En 1975 se levantaron los nuevos puestos de salvataje y en 1988, se plantaron cocoteros. Em 1992, el estacionamiento al lado de la playa dio lugar a una ciclovía. En el 2005, con el proyecto Rio Orla, la avenida obtuvo nuevos quioscos.
En la avenida tuvieron su residencia el periodista Assis Chateaubriand, los políticos Fernando Collor, Juscelino Kubitschek y Leonel Brizola, el arquitecto Oscar Niemeyer, los cantantes Dorival Caymmi, Gilberto Gil y Henri Salvador, o ex-entrenador y exfutbolista Telê Santana, la novelista Glória Perez, la cantante Elza Soares, el escritor Paulo Coelho, el poeta Waldo Motta, el profesor y escritor Jorge Rios, varios empresarios, el cineasta Ipojuca Pontes, el director de la Rede Globo Jorge Fernando, la actriz Maitê Proença, entre otras personalidades.
Entre sus edificios más famosos, además del célebre Copacabana Palace, se encuentran el Edificio Machado de Assis, el Regina Feigl, el Edificio Chopin y el neoclásico Edificio Lellis, el edificio residencial más antiguo de la avenida. 

## Eventos
La Avenida Atlántica puede ser considerada como la "avenida de los eventos" en la ciudad de Río de Janeiro. Es en ella que ocurre la mayor fiesta de Réveillon de Brasil, donde aproximadamente 2 millones de personas celebran la llegada del año nuevo. Además de esto, es constantemente escenario de eventos deportivos como maratones y campeonatos de deportes como skate, voley playa y fútbol playa. También se dan shows musicales de bandas y estrellas internacionales como los Rolling Stones.